# Stade Renard FC
Der Stade Renard Football Club de Melong, auch einfach nur Stade Renard FC, ist ein kamerunischer Fußballverein aus Melong. Aktuell spielt der Verein in der ersten Liga, der MTN Elite one.

## Erfolge
- Kamerunischer Pokalsieger: 2019
- Kamerunischer Supercupsieger: 2019
- Kamerunischer Zweitligameister: 2016

## Stadion
Der Verein trägt seine Heimspiele im Stade Municipal de Melong in Melong aus. Das Stadion hat ein Fassungsvermögen von 1000 Personen.